# Kazuń-Bielany
Kazuń-Bielany – wieś  w Polsce położona w województwie mazowieckim, w powiecie nowodworskim, w gminie Czosnów.
Wierni Kościoła rzymskokatolickiego należą do Parafii Matki Bożej Szkaplerznej w Kazuniu należącej do dekanatu kampinoskiego.
W latach 1975–1998 miejscowość administracyjnie należała do województwa warszawskiego.